# دوا سوپیروره
دوا سوپیروره (به ایتالیایی: Dova Superiore) یک منطقهٔ مسکونی در ایتالیا است که در کابلا لیگوره واقع شده‌است. دوا سوپیروره ۴۶ نفر جمعیت دارد.